# Massimo Oddo
Pour les personnes ayant le même patronyme, voir Oddo.
Massimo Oddo, né le 14 juin 1976 à Città Sant'Angelo, province de Pescara située dans la région des Abruzzes, est un footballeur international italien, reconverti entraîneur.

## Biographie

### Carrière de joueur

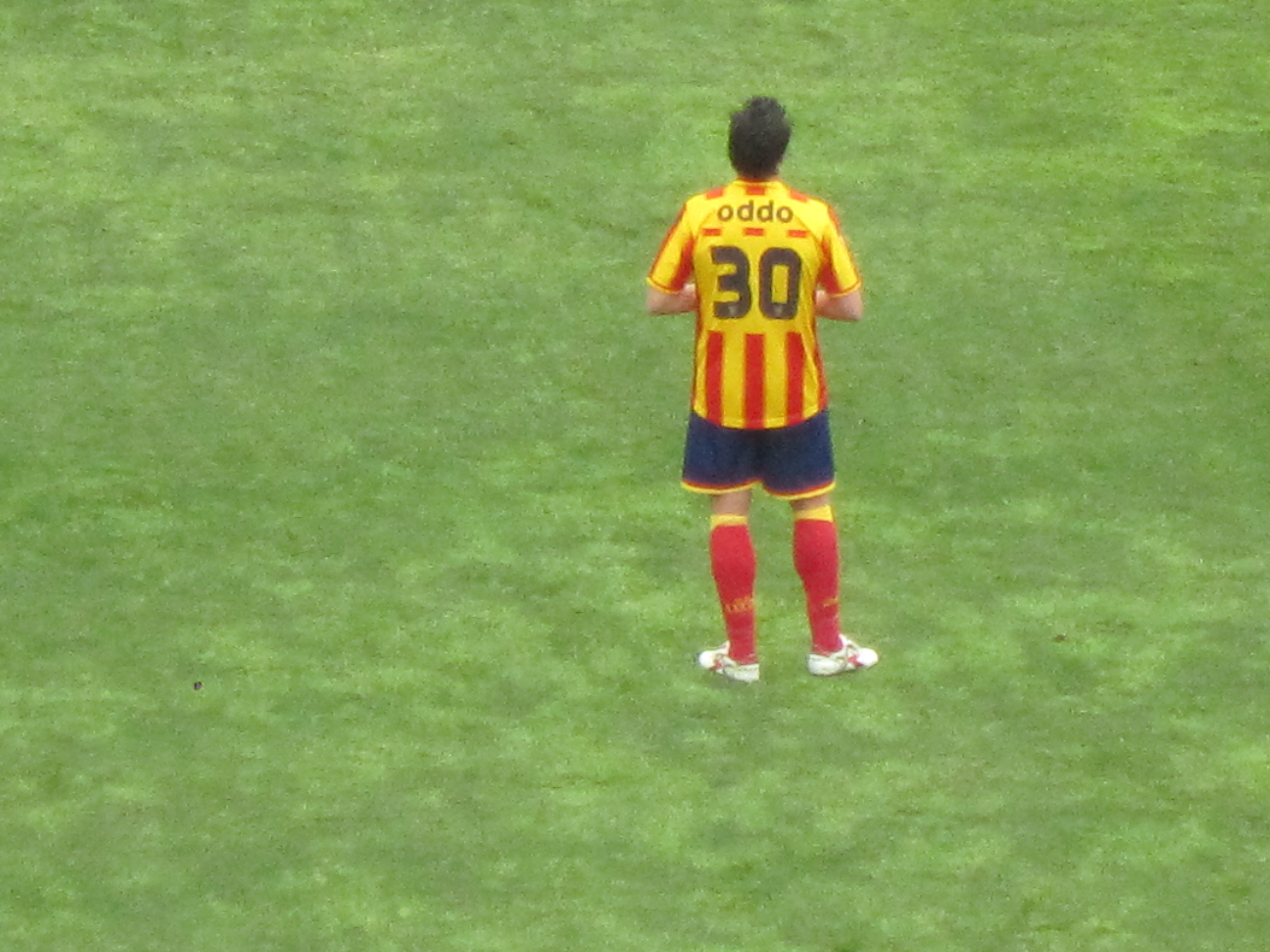
Oddo, avec Lecce en avril 2012.

Formé au sein de l'AC Milan, Massimo Oddo est continuellement prêté à divers clubs italiens jusqu'en 2000 et ne joue aucun match en équipe première.
Il rejoint alors l'Hellas Vérone où il se révèle et attire l'attention de la Lazio Rome. Sous les couleurs laziale, il découvre la coupe d'Europe dès sa première saison. En 2004, il remporte la Coupe d'Italie face à la Juventus.
En 2006, il est retenu en équipe d'Italie par Marcello Lippi et remporte la Coupe du monde en Allemagne. Au cours de la compétition, il ne fait qu'une apparition sur le terrain lors du quart de finale contre l'Ukraine.
Durant le mercato d'hiver 2007, il revient à Milan où il remporte la Ligue des champions quelques mois plus tard face à Liverpool. Il enchaîne alors avec des victoires en Supercoupe de l'UEFA et en Coupe du monde des clubs. En 2011 il devient également champion d'Italie.
Le 31 août 2011, il est prêté par le Milan AC à Lecce pour une saison, où il termine sa carrière de joueur.

### Carrière d'entraîneur
Le 24 avril 2018, Massimo Oddo est démis de ses fonctions avec l'Udinese Calcio.
Le 1er novembre 2018, il est nommé à la tête de Crotone en Serie B et remplace Giovanni Stroppa.
Le 4 janvier 2020, il est démis de ses fonctions d'entraîneur de Pérouse, club de Serie B.

### Vie privée
Massimo Oddo est titulaire d'une licence en management du sport de l'Université de Teramo. Son mémoire concernait le « Milan Lab », la structure médicale du Milan AC.

## Palmarès
Équipe nationale :
- Vainqueur de la Coupe du monde 2006 (Italie).
- International italien (34 sél., 2 buts) depuis le 21 août 2002 : Italie 0 - 1 Slovénie[6].

Club :
- Vainqueur de la Coupe d'Italie : 2004 (Lazio Rome).
- Vainqueur de la Ligue des champions : 2007 (AC Milan).
- Vainqueur de la Supercoupe de l'UEFA : 2007 (AC Milan).
- Vainqueur de la Coupe du monde des clubs : 2007 (AC Milan).
- Vainqueur du Championnat d'Italie : 2011 (AC Milan)

Distinctions :
- Cavaliere Ufficiale OMRI